# Cremastus rugosus
Cremastus rugosus är en stekelart som beskrevs av Dasch 1979. Cremastus rugosus ingår i släktet Cremastus och familjen brokparasitsteklar. Inga underarter finns listade i Catalogue of Life.